# Борг Оливер, Джордж
Джордж Борг Оливер (мальт. George Borġ Olivier; 5 июля 1911, Валлетта, колония Мальта — 29 октября 1980, Слима, Мальта) — мальтийский государственный деятель, премьер-министр Мальты (1950—1955 и 1962—1971).

## Биография
В 1937 году окончил юридический факультет Королевского университета Мальты, доктор юридических наук.
- 1939 г. — в Исполнительном совете,
- 1947 г. — в Законодательном собрании.
- 1950 г. — министр труда, реабилитации и образования в кабинете Энрико Мицци,
- 1950—1955 гг. — премьер-министр британского колониального правительства Мальты, после победы на выборах лейбористов становится лидером оппозиции,
- 1962—1971 гг. — премьер-министр Мальты, являлся убежденным сторонником тесных связей с Великобританией, однако именно вследствие сокращение британских оборонных расходов на содержание военной базы в стране его экономическая политика оказалась несостоятельной. На выборах 1971 года возглавляемая им националистическая партия проиграла лейбористам.

В 1976 году ушёл с поста лидера партии, но до конца жизни оставался членом парламента страны.